# Јевгенија Исакова
Јевгенија Леонидова Исакова (рус. Евгения Леонидовна Исакова; Лењинград, 27. новембар 1978), је руска атлетичарка, првакиња Европе у трци на 400 м препоне, Мајстор спорта међународне класе. Исакова је била специјалиста за трчање на 400 м и 400 м препоне. Била је чланица СД Динамо Москва.
Иако је још 2001. трчала испод 58 секунди, она је свој међународни пробој на свет постигла 2006. Са временом 55,09 с руска првакиња. У Европском купу у Малаги, са 55,82 секунде је била друга иза британке Таше Денверс, који је победила са 55,5.
На Европском атлетском првенству 2006. у Гетеборгу је већ у полуфиналу поставила лични рекорд 54,17, да би га у финалу поправила до 53,93 и освојила титулу првака Европе.
На Светском првенству у Осаки 2007, је била шеста са 54,50.
Последње велико такмичење на којем је наступила било је на Европском првенству 2010. у Барселони и била је шеста са 54,59 секунди.